# Reino de Albania (medieval)
El reino de Albania fue un reino medieval creado por Carlos de Anjou con los territorios bizantinos arrebatados al despotado de Epiro en 1271, y sucesivamente unido a su reino de Sicilia. El último territorio del Reino de Albania, ubicado alrededor de Durazzo (actual Durrës), fue otorgado a la República de Venecia en 1392.

## Historia
El reino de Albania, o Regnum Albaniae, fue fundado por Carlos de Anjou en el territorio albanés que conquistó del Despotado de Epiro en 1271. Oficialmente era una especie de Protectorado del Reino de Sicilia. Carlos de Anjou tomó el título de «rey de Albania» en febrero de 1272. El reino se extendía desde la región de Durazzo (entonces conocido como Dirraquio) al sur por la costa hasta Butrinto y llegaba en el interior hasta el lago Ohrid. Prácticamente un territorio bastante similar al de la actual Albania moderna.

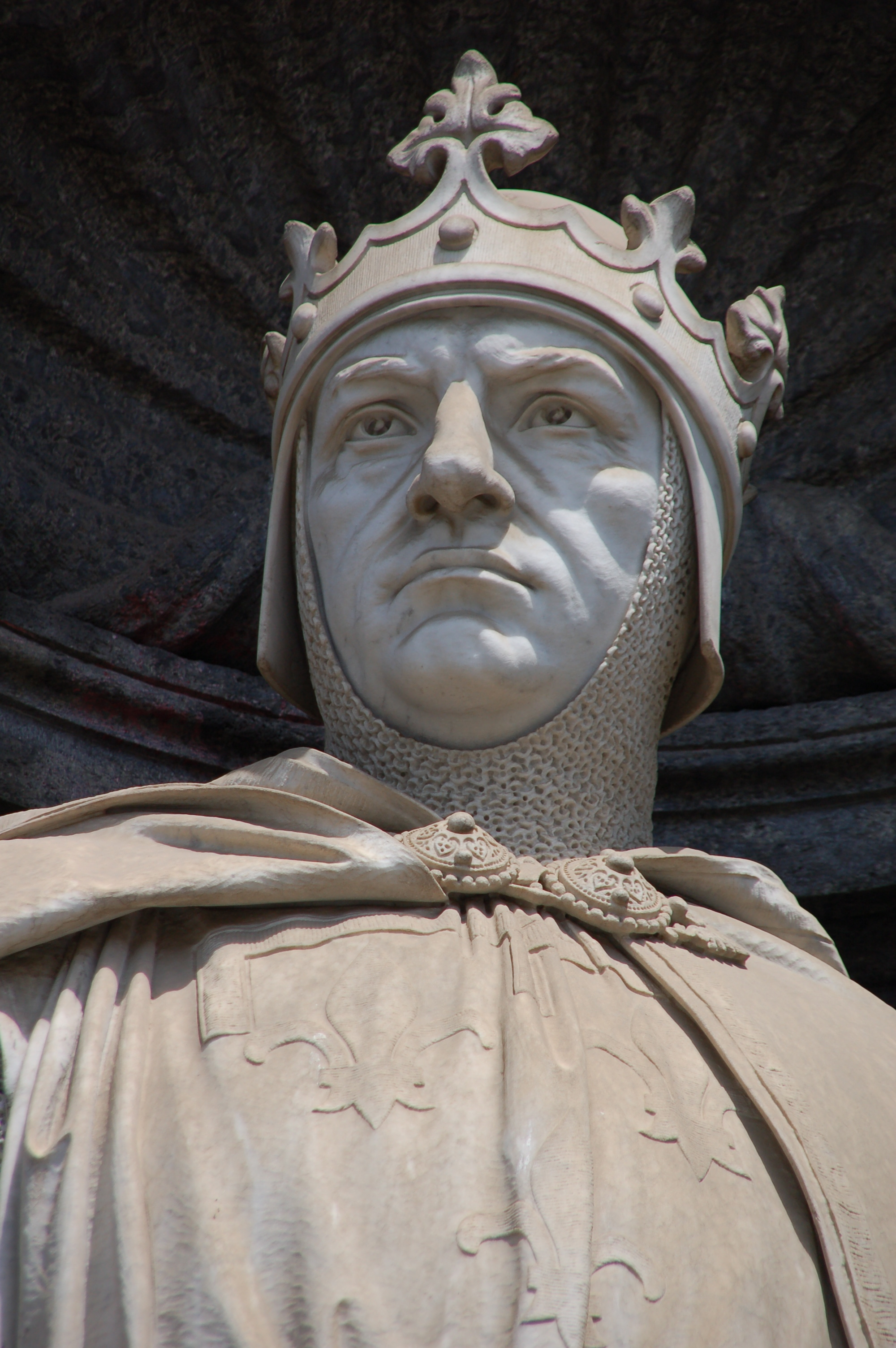
Carlos de Anjou.

Un intento importante para seguir avanzando en dirección de Constantinopla, fracasó en el sitio de Berat (1280–1281). Una contraofensiva bizantina pronto se produjo, lo que llevó a los angevinos a retroceder hacia 1281.
En 1283, Carlos de Anjou nombró a Guillermo de Berardi "Virrey de Albania", con sede en Durazzo. 
Las vísperas sicilianas debilitaron aún más la posición de Carlos, y el reino fue reducido rápidamente por los epirotas a una pequeña área alrededor de Durres. Los angevinos siguieron permaneciendo ahí, sin embargo, hasta 1368, cuando la ciudad fue capturada por Karl Topia. Topia fue el creador del pequeño Principado de Albania, pero Durazzo oficialmente siguió bajo dominio de los angevinos.
En 1392 el hijo de Karl Topia entregó la ciudad y sus dominios a la república de Venecia, que los controló por otro siglo hasta las invasiones turcas.
A finales del siglo XV toda Albania estaba bajo dominio otomano.

## Características
Históricamente el Reino de Albania fue creado sobre algunas posesiones en Albania (como Corfú) que habían pertenecido a los Normandos del sur de Italia desde los tiempos de Rogelio II. A Carlos de Anjou le fueron otorgados en 1259 unos territorios del norte del Despotado de Epiro, que no pudo ocupar por estar luchando en la toma del poder del Reino de Sicilia. La ambición de Carlos de Anjou lo llevó a pelear para la conquista de Constantinopla y para ello se sirvió como "base" de su Reino de Albania, conquistado en 1271, para tratar esta conquista auspiciada por el mismo Papa Gregorio X.
O sea que este Reino de Albania fue la segunda "expansión" del Reino de Sicilia, luego de la creación del Protectorado normando en el Reino de África en 1135. 

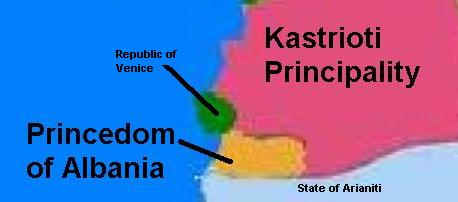
El último territorio del Reino de Albania alrededor de Durazzo, entregado a la República de Venecia en 1392 (en verde).

El Reino de Albania fue un reino cristiano, en donde se promovió el catolicismo que todavía sobrevive en el norte de Albania (alrededor de la región de Scutari). 
La lengua oficial era la latina, mientras que las poblaciones del interior hablaban el albanés (pero en Durazzo y la costa alrededor se hablaba el napolitano de los miles de colonos venidos del sur de Italia desde las invasiones normandas y el dálmata de los sobrevivientes ilirios romanizados de esta ciudad).
Historiadores como Jacques Edwin calculan que la capital Durazzo tenía unos 25.000 habitantes en 1350, de los cuales solamente un tercio eran de lengua albanesa. Probablemente el Reino de Albania en su apogeo en 1272 tenía casi cien mil habitantes, en su mayoría dedicados a la agricultura y pastoricia.
A este reino de Albania -creado por los normandos del sur de Italia- se remontaron las aspiraciones de unión a Italia, acaecidas durante el Fascismo de Mussolini.